# Lee So-young
Pour les articles homonymes, voir Lee.
이소영
Œuvres principales
Première œuvre : Majyu noon
Autres ouvrages :
- Arcana
- Model

Dans ce nom coréen, le nom de famille, Lee, précède le nom personnel.
Lee So-young (이소영) est une manhwaga née en Corée du Sud le 31 août 1973.

## Œuvres
- 1997 : Majyu noon
- 1998 : Esita
- 1998 : Mercenaire
- 1999 : Model (모델), 7 tomes, Éditions Saphira
- 1999 : Sensation
- 2000 : Merhen
- 2000 : Sylvain
- 2001 : Check
- 2003 : Arcana (아르카나), 9 tomes, Éditions Saphira
- 2007 : Horror collector (호러 컬렉터), 5 tomes Éditions Samji